# Josef Beck (Politiker)
Josef Beck (* 16. Februar 1877 in Triesenberg; † 17. Mai 1936 in Grabs) war ein liechtensteinischer Politiker (VU).

## Biografie
Beck war Bürger der Gemeinde Triesenberg und arbeitete als Schreiner und Landwirt. Von 1909 bis 1915 sowie von 1924 bis 1927 gehörte er dem Gemeinderat von Triesenberg an. Von 1931 bis 1934 war er Mitglied in der Landessteuerkommission. 1936 wurde er für die Vaterländische Union (VU) Abgeordneter im Landtag des Fürstentums Liechtenstein, starb jedoch bereits 17. Mai 1936. Am 14. Juni 1936 fand eine Ersatzwahl statt, bei der Wendelin Beck (VU) sich mit 190 Stimmen zu 98 Stimmen gegen Josef Bühler durchsetzen konnte.
Am 3. September 1906 ging Beck die Ehe mit Hermine Gassner (*6. Februar 1884, †19. April 1965), vier Kinder. Aus der Ehe gingen vier Kinder hervor.